# Eremiaphila wettsteini
Eremiaphila wettsteini är en bönsyrseart som beskrevs av Werner 1918. Eremiaphila wettsteini ingår i släktet Eremiaphila och familjen Eremiaphilidae. Inga underarter finns listade i Catalogue of Life.